# Young Star des Jahres
Der Young Star des Jahres ist eine Trophäe, mit welcher der beste U-21-Spieler der abgelaufenen Spielzeit in Österreich ausgezeichnet wird.
Sie wurde analog zur Neureformierung der zweithöchsten österreichischen Spielklasse, zur Saison 2000/01, ins Leben gerufen.
Erster Gewinner war Roland Linz. Aktueller Titelträger ist Kevin Fend vom SV Grödig.

## Modus
Die Wahl erfolgt nach dem Ende jeder Zweitligasaison durch eine Jury, die sich aus dem Liga-Schirmherrn Herbert Prohaska, dem aktuellen U-21-Nationalmannschaftstrainer Österreichs* und den Trainern der Ersten Liga zusammensetzt.
Neben der Hauptauszeichnung zum Young Star des Jahres wird seither auch der
- Young Star Coach des Jahres 000(Errechnet aus den Minuten eingesetzter U-21-Spieler)
- Benjamin des Jahres und das 000 (Errechnet sich aus den Nominierungen zum jüngsten Spieler der Runde)
- Young Star Team Jahres geehrt. 0(Wird von der gleichen Jury, wie der Young Star des Jahres gewählt)

Zusätzlich wird unter der Saison auch noch der Young Star des Monats ausgezeichnet und der Benjamin der Runde vorgestellt.

## Titelträger
| Jahr    | Spieler               | Verein                   |
| ------- | --------------------- | ------------------------ |
| 2000/01 | Roland Linz           | DSV Leoben               |
| 2001/02 | Günter Friesenbichler | DSV Leoben               |
| 2002/03 | Thomas Pichlmann      | DSV Leoben               |
| 2003/04 | Florian Mader         | FC Wacker Tirol          |
| 2004/05 | Andreas Lasnik        | SV Ried                  |
| 2005/06 | Christoph Saurer      | FK Austria Wien Amateure |
| 2006/07 | Marko Stanković       | DSV Leoben               |
| 2007/08 | Rubin Okotie          | FK Austria Wien Amateure |
| 2008/09 | Lukas Thürauer        | SKN St. Pölten           |
| 2009/10 | Julius Perstaller     | FC Wacker Innsbruck      |
| 2010/11 | Christopher Dibon     | FC Admira Wacker Mödling |
| 2011/12 | Michael Sollbauer     | WAC/St. Andrä            |
| 2012/13 | Kevin Fend            | SV Grödig                |
| 2013/14 | Martin Harrer         | SCR Altach               |
| 2014/15 | Smail Prevljak        | FC Liefering             |

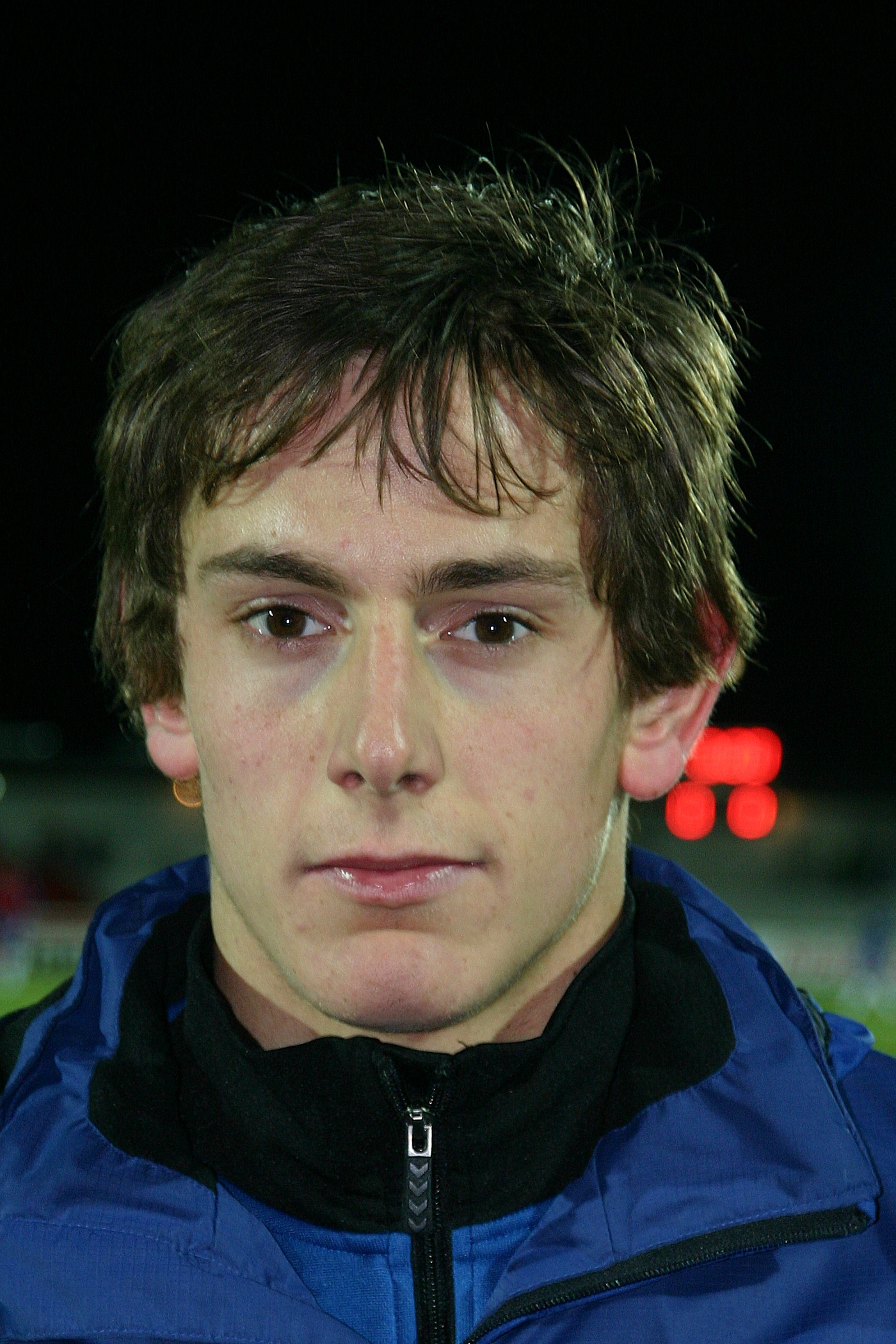
Titelträger 2009 – Lukas Thürauer

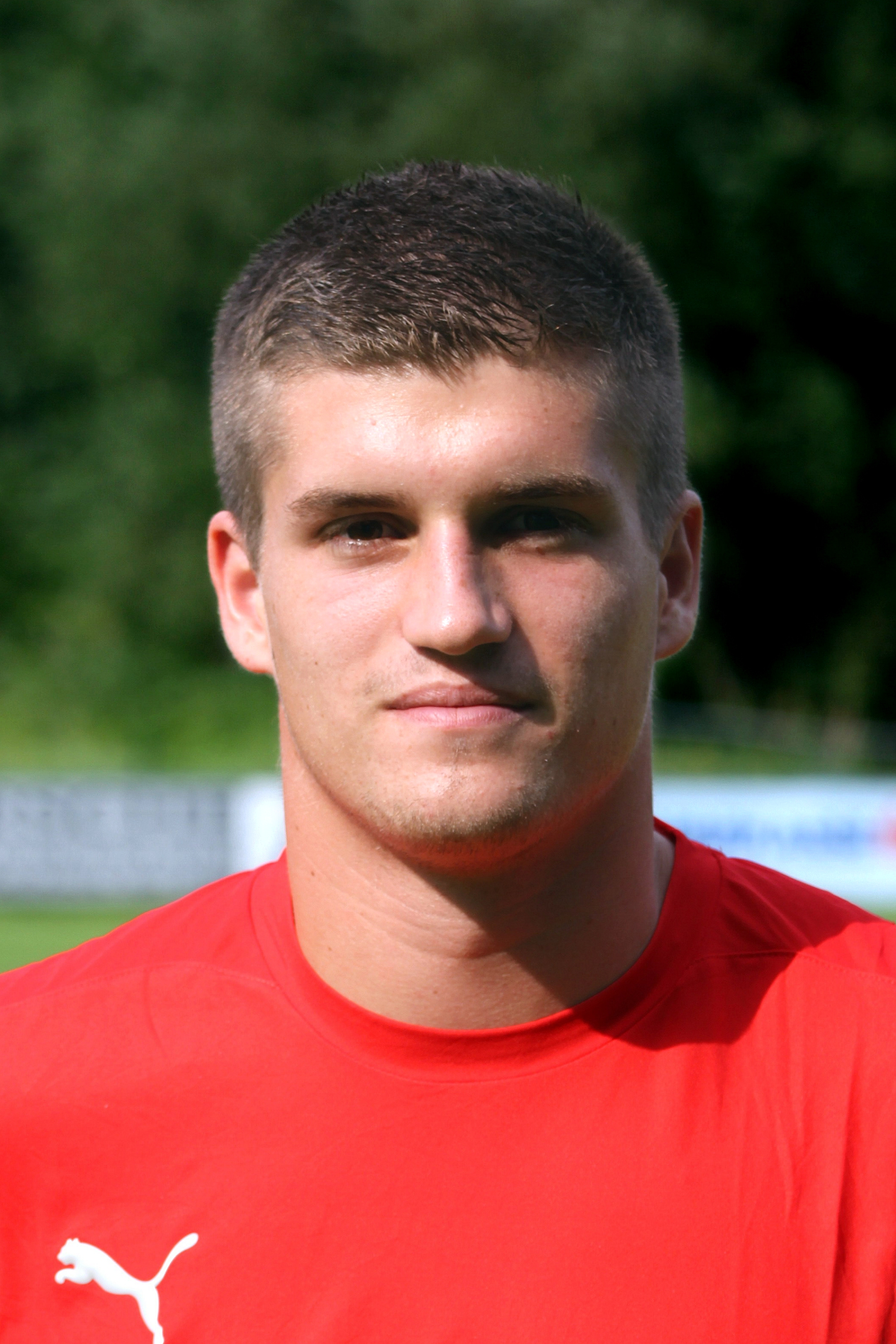
Titelträger 2010 – Julius Perstaller

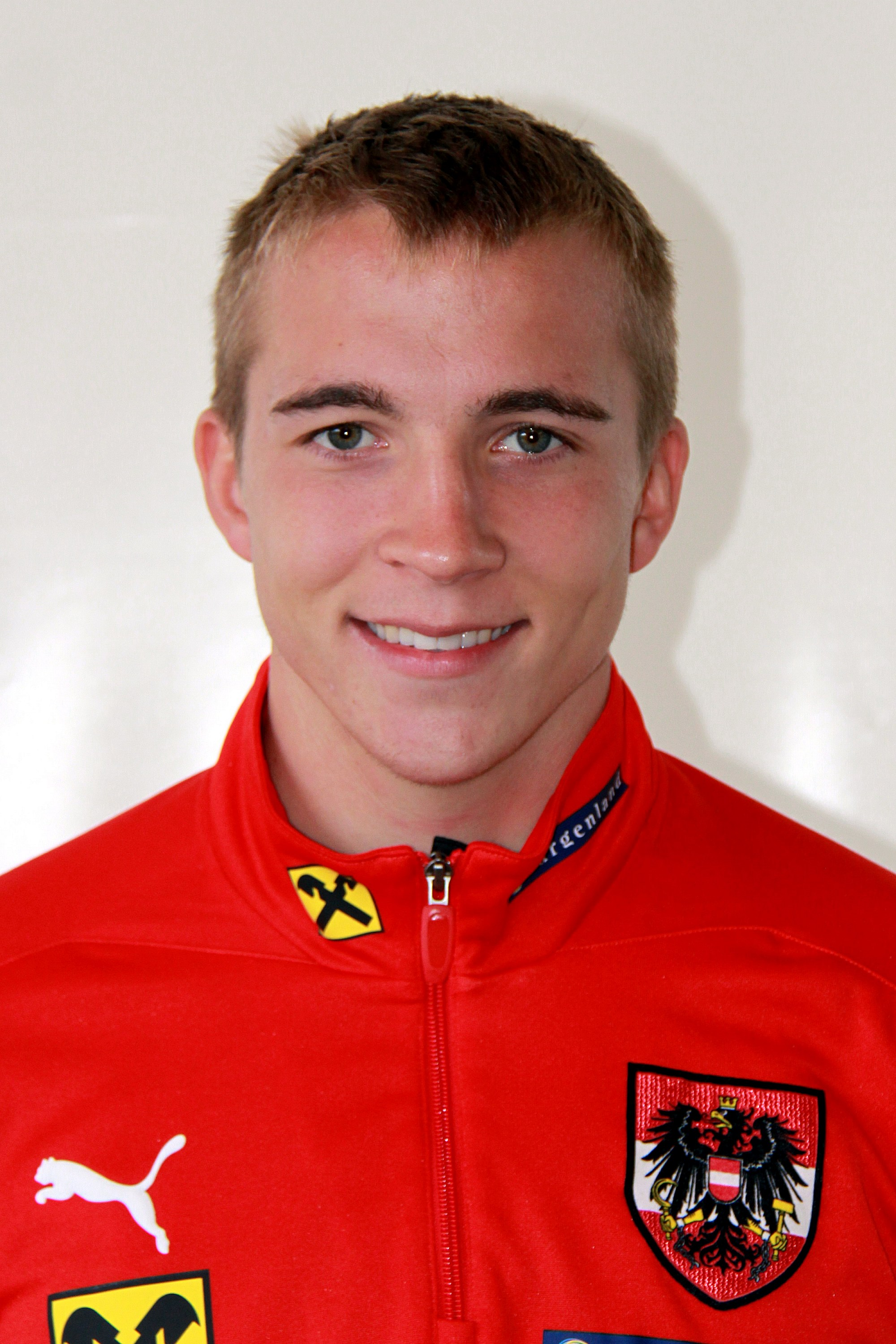
Titelträger 2011 – Christopher Dibon

* Die bisher wahlberechtigten U-21-Nationaltrainer:
- 2001–2005: Willibald Ruttensteiner
- 2006–2008: Manfred Zsak
- 2009–2011: Andreas Herzog
- seit 2012: Werner Gregoritsch

## Wissenswertes zu den Ehrungen
- Sieben der elf bis dato Ausgezeichneten schafften in Folge den Sprung in die österreichische Fußballnationalmannschaft. (Linz, Pichlmann, Lasnik, Saurer, Stankovic, Okotie, Dibon)
- Der DSV Leoben stellt mit 4 Auszeichnungen die meisten Gewinner.
- Im ersten Jahr der Verleihung wurden auch die Plätze zwei und drei bekanntgegeben, die Michael Mörz (SV Mattersburg) (2) und Joachim Parapatits (DSV Leoben) (3) innehatten.
- In der Saison 2004/05 wurde mit Besian Idrizaj (LASK Linz) ein nicht ganz Unbekannter zum "Benjamin des Jahres" gewählt. Im selben Jahr schaffte er es auch ins "Young Star Team des Jahres".
- Thomas Janeschitz ist mit 2 Siegen der Rekordhalter in der Kategorie "Young Star Coach". Sein Verein, FK Austria Wien Amateure ist mit insgesamt 3 Gewinnern (Von 2006 bis 2008) die Rekordmannschaft in dieser Kategorie.
- Florian Klein (Lask Linz) schaffte es während seiner gesamten Zweitliga-Zeit (2004–2007) in jedem Jahr zu einer Nominierung ins "Young Star Team des Jahres", wurde aber nie zum "Young Star des Jahres" gewählt. Mit 3 Nominierungen ist er Rekordhalter in dieser Kategorie.
- Ihm folgen Michael Madl (FK Austria Wien Amateure) (2005–2007), Niklas Hoheneder (LASK Linz) (2005–2007) und Ramazan Özcan (Red Bull Juniors) (2004–2006) mit jeweils zwei Nominierungen.
- Auch Paul Scharner (SC Untersiebenbrunn) schaffte es in seinem Leihjahr in der zweiten Liga ins "Young Star Team des Jahres". (2001/2002)

## Weitere Quellen
- Austria Presse Agentur: De-Facto-Archiv
- Vorarlberger Nachrichten, Nr. 154 vom 5. Juli 2002
- Kurier, vom 18. Mai 2001 Seite 23
- Sportzeitung, Nr. 23/03 vom 3. Juni 2003
- Neue Vorarlberger Tageszeitung, vom 23. November 2001